# Omar Bongo
El Hadž Omar Bongo Ondimba (nar. Albert-Bernard Bongo, známější ovšem jako Omar Bongo) (30. prosince 1935 Lewaï – 8. června 2009 Barcelona) byl druhý prezident Gabonské republiky, a to od 2. prosince 1967 až do své smrti.

## Původ
Narodil se ve městě Lewaï (později přejmenovaném na Bongoville) v provincii Haut-Ogooué jako nejmladší ze dvanácti dětí v rolnické, etnicky smíšené (etnika Batéké a Obamba) rodině. V sedmi letech mu umřel otec. Základní a střední školu absolvoval v Kongu. Po vojenské službě se nejdříve připojil k francouzským tajným službám, později patřil k blízkým spolupracovníkům Léona Mba, budoucího prezidenta Gabonu, současně pracoval jako poštovní příručí. V říjnu 1959 se oženil s Patience Dabanyovou, mladou zpěvačkou, s níž měl posléze tři děti.

## U moci
Po vyhlášení nezávislosti v r. 1960 se stal vice-prezidentem a pravou rukou Léona Mba, po jeho smrti v r. 1967 ho pak nahradil. V r. 1968 založil Gabonskou demokratickou stranu (PDG, Parti démocratique gabonais), která zůstala v podstatě monopolní stranou až do r. 1990. V roce 1965 vstoupil do zednářské lóže a dal se pokřtít jako katolík, aby mohl být přijat papežem Pavlem VI., v roce 1973 pro změnu konvertoval na islám a nadále uvádí jako své jméno El Hadž Omar Bongo. Podle mnohých tato konverze byla pouhým prostředkem, jak si naklonit Organizaci zemí vyvážejících ropu (OPEC), která je sdružením převážně muslimských zemí, přičemž Gabon samotný je producentem ropy. V roce 1990 byl Bongo přinucen uspořádat národní konferenci, jež vyústila v přijetí pluralitního režimu více stran. V roce 2004 připojil ke svému jménu jméno otce a nadále vystupoval jako Omar Bongo Ondimba.

Po celou dobu své vlády (42 let) řídil Omar Bongo svou zemi velmi přímo a autoritativně, na což nemělo velký vliv ani ustavení pluralitního režimu. Při posledních volbách 27. listopadu 2005 byl znovuzvolen, a to – podle oficiálních výsledků – díky 79,18 % hlasů. Opozice v čele s Pierrem Mamboundouem označila volby za zmanipulované.

## Vztah k Francii a majetkové poměry
Bongo patřil mezi ty africké diktátory, kterým k moci dopomohla podpora Francie, jmenovitě nejvlivnější "africký muž", státní tajemník pro africké a malgašské záležitosti Jacques Foccart. Udržoval těsné vztahy se všemi francouzskými prezidenty: v Elysejském paláci ho postupně přijali Georges Pompidou, Valéry Giscard d'Estaing, François Mitterrand, Jacques Chirac, a v květnu 2007 také Nicolas Sarkozy, který mu osobně poděkoval za rady poskytnuté během prezidentské kampaně. V červenci téhož roku pak Sarkozy navštívil Bonga i v Libreville na závěr svého afrického turné – při té příležitosti mu oznámil, že Pařížský klub bezprecedentně snižuje zahraniční dluh Gabonu o 15 %.

Gabon je dosud vojensky spojen s Francií, na jeho území mj. působí několik stovek vojáků z francouzských elitních oddílů. Podle Omara Bonga „je Afrika bez Francie jako auto bez řidiče, Francie bez Afriky jako auto bez benzínu.“
Výzkumem amerického Senátu v letech 1998-1999 se zjistilo, že Bongův peněžní majetek uložený na různé účty u newyorské Citibank mezi roky 1985 a 1997 dosahuje výše zhruba 130 milionů amerických dolarů. V lednu 2008 zveřejnil francouzský deník Le Monde seznam nepoctivě nabytého majetku Bonga a příslušníků jeho rodiny ve Francii, jehož cena přesahovala 150 milionů euro. Na základě rozhodnutí Odvolacího soudu v Bordeaux v únoru 2009 byla část jeho bankovních účtů ve Francii zkonfiskována. Bongo se údajně cítil zrazen, protože po celá předchozí desetiletí se těšil u své spřátelené země téměř bezvýhradné imunitě.

## Vyznamenání
V letech 1967–2009 byl velmistrem gabonských řádů:
- velmistr Řádu rovníkové hvězdy
- velmistr Národního řádu za zásluhy
- velmistr Řádu národního vzdělávání
- velmistr Řádu za zásluhy v zemědělství

### Zahraniční vyznamenání
- velkokříž s řetězem Řádu zásluh o Italskou republiku – Itálie, 21. listopadu 1973[1]
- Řád Agostinha Neta – Angola, 1992[2]
- velkokříž Řádu dobré naděje – Jihoafrická republika, 1996[3]
- velkokříž s řetězem Řádu prince Jindřicha – Portugalsko, 17. prosince 2001[4]
- čestný rytíř velikokříže Řádu svatého Michala a svatého Jiří – Spojené království[5]